# Mendoncia multiflora
Mendoncia multiflora là một loài thực vật có hoa trong họ Ô rô. Loài này được Poepp. mô tả khoa học đầu tiên năm 1840.